# ماهی‌خورک عظیم
 ماهی‌خورک عظیم (نام علمی: Megaceryle maxima) نام یک گونه از سرده ماهی‌خورک‌های بزرگ است.